# Niederndodeleben
Niederndodeleben (letteralmente "Dodeleben bassa", in contrapposizione alla vicina Hohendodeleben – "Dedeleben alta") è una frazione del comune tedesco di Hohe Börde, nel land della Sassonia-Anhalt.

## Storia
Fino al 31 dicembre 2009 ha costituito un comune autonomo assieme alla vicina frazione di Schnarsleben.